# Indonesische Kriegsjacken
Eine indonesische Kriegsjacke (engl. war jackets) ist eine Schutzwaffe aus Indonesien.

## Beschreibung
Die indonesische Kriegsjacke gibt es in vielen unterschiedlichen Versionen und Größen im gesamten indonesischen Archipel. Einige Versionen haben spezielle Namen (siehe Kategorie:Rüstung), andere werden einfach als Kriegsjacken bezeichnet. Sie sind aus unterschiedlichen Materialien wie Leder (Gagong), (Kalambi), Stoffen, Tierfellen, Federn, Knochen, Pflanzenfasern (Baru Lema'a), Fischschuppen (Baju Empurau), Messingplatten, Baumrinde, verschiedenen Muscheln und Schädeltrophäen hergestellt. Viele dieser Materialien werden auf ein Untergewebe aus Leder oder geflochtenen Pflanzenfasern der Illuk-Palme aufgenäht. In Nias gibt es Versionen, die aus Kettengeflecht und Metallplatten (Baju Lamina, Baju Rantai) oder ganz aus Metall (Baru Oroba) bestehen. Auch wurden Brustpanzer aus europäischer Produktion verwendet, die durch Import nach Indonesien gelangten. Je nach der Machart dieser Jacken dienten sie zum tatsächlichen Schutz gegen Pfeile und Speere oder sollten dem Träger durch magische Kräfte Stärke oder Schutz verleihen. Zur Kriegsjacke gehören zahlreiche Ornamente und Ausschmückungen, die zur Jacke getragen werden (siehe Bild Infobox). Die Jacken sind je nach Herkunftsort oft mit bunten Farben verziert.